# Boernerides hystrix
Genre
Espèce
Synonymes
- Sminthurides hystrix Börner, 1903

Boernerides hystrix, unique représentant du genre Boernerides, est une espèce de collemboles de la famille des Sminthurididae.

## Distribution
Cette espèce se rencontre en Europe du Sud et en Afrique du Nord.

## Publications originales
- Börner, 1903 : Neue altweltiche Collembolen, nebst Bemerkungen zur Systematik der Isotominen und Entomobryinen. Sitzungs-Berichten der Gesellschaft naturforschender Freunde, vol. 3, p. 129-182 (texte intégral).
- Bretfeld, 1999 : Synopses on Palaearctic Collembola, Volume 2. Symphypleona. Abhandlungen und Berichte des Naturkundemuseums Görlitz, vol. 71, no 1, p. 1-318.